# Europa (otok)
Otok Europa (fr.: Île Europa) je tropski otok u Mozambičkom kanalu, otprilike na pola puta od južnog Madagaskara do južnog Mozambika, na koordinatama 22°20′ S 40°22′ E,  površine oko 28 km². Ukupna dužina obale je 22.2km, a na otoku nema luka već samo sidrište, dalje od obale.
Otok je prekriven mangrovom šumom, a na otoku se nalazi i utočište za divlje ptice. Prirodni resursi su vrlo siromašni.
Otok je pod francuskom kontrolom od 1897., no i Madagaskar polaže pravo na njega. 
Otok nema stalnih stanovnika ni ekonomske aktivnosti. Jedini stanovnici na otoku su mali francuski garnizon koji odrzava meteorološku postaju i makadamsku sletnu stazu dugačku oko 1000 m.
|  | Portal Francuske – Pristup člancima s tematikom o Francuskoj. |